# 이경필
이경필(李慶弼, 1974년 5월 21일 ~ )은 전 KBO 리그 두산 베어스의 투수다.

## 프로 입단 이전
서울중대초등학교, 배명중학교를 거쳐 배명고등학교 시절 전국 대회 3관왕의 주역이었으며, 고교생으로는 드물게 국가대표팀으로 활동했다. 한양대학교 체육학과로 진학한 이후에도 국가대표 자리에 오래 있을 정도의 에이스급 투수였다. 한양대학교 체육학과 진학 이후 사이드암에서 오버스로로 투구 폼을 바꾸었다.

## OB 베어스 & 두산 베어스시절
1997년 1차 지명을 받아 OB 베어스에 입단했으며, 데뷔 첫 해에 선발과 구원을 오가면서 7승 4세이브, 평균자책점 3.62를 기록했다. 1998년에는 10승, 1999년에는 13승을 기록하여 선발 에이스로 완전히 자리를 굳혔다. 1998년 평균자책 10위에 올랐고 1999년 평균자책 3위, 다승 8위, 승률 8위에 랭크되었다. 하지만 1999년 시즌 후 팔꿈치 부상으로 토미 존 수술을 받았고, 2000년에는 단 1경기에도 나오지 못했다. 2001년 한국시리즈 우승 멤버로도 활약했지만 2001년 이후에는 승보다 패가 더 많았다. 2004년에는 병역 비리에 연루되어 시즌 아웃, 공익근무요원으로 군 복무를 했다. 2007년에 소집 해제로 복귀하여 6월 2일 잠실 LG전에서 5와 2/3이닝 노히트를 기록하여 선발승을 거두었으나, 이 승리가 2007년의 유일한 승리였다. 그 해 15경기 1승 2패 평균자책 5.19를 기록하여 저조한 성적을 보였다. 복귀 이후 선발과 불펜을 오갔지만, 이때 급성장하고 있었던 임태훈 등의 젊은 선수들에 비해 입지가 좁아진 이후였다. 2007년 한국시리즈에 출전했지만, 두산 베어스의 준우승으로 끝난 후 방출당했다.

## 은퇴 이후
두산에서 방출된 이후 2001년 한국시리즈 우승 때 함께하였던 김인식 감독과, 방출 선수들을 몇몇 받아들여 잘 조련하는 김성근 감독의 부름을 받기도 했지만, 현역에서 은퇴하였다. 이후 지인의 소개로 DJ DOC의 보컬 김창렬을 만나 그의 제의로 연예인 야구단인 '만신창이' 팀의 감독을 맡았고, KBS 《천하무적 야구단》의 코치로 출연하게 되었다. 두산 베어스 시절에도 그는 개그맨 뺨치는 입담으로 팀에서도 분위기 메이커 역할을 했었기 때문에, 그의 끼를 김창렬이 알아보게 되어 방송계에 뛰어들게 되었다 천하무적 야구단 코치로 영입된 이후, SBS SPORTS의 베이스볼 터치 야구 전문 기자로 일하고있다.

## 통산 기록
| 연도           | 팀명           | 평균자책점 | 경기 | 완투 | 완봉 | 승 | 패 | 세 | 홀 | 승률  | 타자 | 이닝  | 피안타 | 피홈런 | 볼넷 | 고의사구 | 사구 | 탈삼진 | 폭투 | 보크 | 실점 | 자책점 | WHIP |
| -------------- | -------------- | ---------- | ---- | ---- | ---- | -- | -- | -- | -- | ----- | ---- | ----- | ------ | ------ | ---- | -------- | ---- | ------ | ---- | ---- | ---- | ------ | ---- |
| 1997           | OB             | 3.62       | 29   | 2    | 0    | 7  | 9  | 4  | 0  | 0.438 | 539  | 126.2 | 126    | 8      | 56   | 7        | 10   | 75     | 6    | 0    | 55   | 51     | 1.44 |
| 1998           | OB             | 3.12       | 27   | 2    | 2    | 10 | 9  | 0  | 0  | 0.526 | 608  | 150   | 137    | 8      | 42   | 1        | 6    | 94     | 4    | 0    | 65   | 52     | 1.19 |
| 1999           | 두산           | 3.19       | 28   | 1    | 0    | 13 | 7  | 0  | 0  | 0.650 | 690  | 166.2 | 151    | 12     | 2    | 10       | 10   | 91     | 5    | 1    | 67   | 59     | 1.24 |
| 2001           | 두산           | 1.42       | 5    | 0    | 0    | 0  | 0  | 0  | 0  | ----  | 25   | 6.1   | 3      | 0      | 3    | 0        | 2    | 6      | 0    | 0    | 1    | 1      | 0.95 |
| 2002           | 두산           | 5.47       | 10   | 0    | 0    | 1  | 2  | 0  | 0  | 0.333 | 121  | 24.2  | 30     | 3      | 20   | 1        | 2    | 13     | 0    | 1    | 17   | 15     | 2.03 |
| 2003           | 두산           | 4.50       | 26   | 1    | 0    | 8  | 13 | 0  | 1  | 0.381 | 494  | 106   | 122    | 4      | 43   | 3        | 12   | 47     | 3    | 1    | 71   | 53     | 1.56 |
| 2004           | 두산           | 4.70       | 21   | 4    | 1    | 5  | 12 | 0  | 0  | 0.294 | 457  | 99.2  | 113    | 4      | 44   | 3        | 11   | 49     | 1    | 0    | 59   | 52     | 1.58 |
| 2007           | 두산           | 5.19       | 15   | 0    | 0    | 1  | 2  | 0  | 1  | 0.333 | 161  | 34.2  | 43     | 0      | 16   | 0        | 3    | 14     | 0    | 1    | 20   | 20     | 1.70 |
| KBO 통산 : 8년 | KBO 통산 : 8년 | 3.82       | 161  | 5    | 2    | 45 | 54 | 4  | 2  | 0.455 | 3095 | 714.2 | 725    | 39     | 279  | 17       | 56   | 389    | 20   | 3    | 355  | 303    | 1.41 |

- 시즌 기록 중 굵은 글씨는 본인 커리어 하이기록

## 출신학교
- 1981 ~ 1987 : 서울중대초등학교 (60회 졸업)
- 1987 ~ 1990 : 배명중학교 (38회 졸업)
- 1990 ~ 1993 : 배명고등학교 (35회 졸업)
- 1993 ~ 1997 : 한양대학교 체육학과 (1993학번,1997년 졸업)